# Viktor Katzer
Viktor Katzer (Lebensdaten unbekannt) war ein deutscher Fußballspieler.

## Karriere

### Vereine
Katzer gehörte dem Berliner Tennis-Club Borussia an, für den er als Abwehrspieler in der Gauliga Berlin-Brandenburg, in einer von zunächst 16, später auf 23 aufgestockten Gauligen zur Zeit des Nationalsozialismus als einheitlich höchste Spielklasse im Deutschen Reich, von 1937 bis 1940 Punktspiele bestritt. Nach zwei dritten Plätzen schloss seine Mannschaft die erstmals in zwei Staffeln ausgetragene Gaumeisterschaft als Fünftplatzierter der Staffel B ab. Während dieser Zeit kam er auch in drei Spielen um den Tschammerpokal, dem 1935 eingeführten Pokalwettbewerb für Vereinsmannschaften zum Einsatz. Sein Debüt gab er am 19. September 1937 bei der 3:4-Zweitrundenniederlage gegen den Dresdner SC. Seine letzten beiden Pokalspiele bestritt er am 20. August 1939 beim 2:1-Erstrundensieg beim SV Dessau 05 und am 10. Dezember 1939 bei der 1:8-Niederlage gegen Fortuna Düsseldorf im Achtelfinale.

### Auswahlmannschaft
Als Spieler der Gauauswahlmannschaft Berlin-Brandenburg nahm er am Gauauswahlwettbewerb um den Adolf-Hitler-Pokal 1933 teil. Nach Siegen in der Vorrunde und im Viertelfinale mit 5:0 bzw. 9:2 über die Gauauswahlmannschaften Ostpreußen und Pommern am 2. und 9. Juli, erreichte er mit seiner Mannschaft das Halbfinale. Nach dem 6:2-Sieg über die Gauauswahlmannschaft Mitte am 16. Juli 1933 auf dem Cricketer Spotplatz in Magdeburg, erreichte er mit seiner Mannschaft das Finale, das am 23. Juli im Grunewald-Stadion von Berlin mit 2:2 n. V. keinen Sieger fand. In diesem und im Wiederholungsspiel am 6. August, bei der 1:6-Niederlage auf Giesings Höhen in München, wirkte er ebenfalls mit.

## Erfolge
- Finalist um den Adolf-Hitler-Pokal 1933